# Sagadahoc megye
Sagadahoc megye az Amerikai Egyesült Államokban, azon belül Maine államban található. Megyeszékhelye és legnagyobb városa Bath. Lakosainak száma 36 699 fő (2020. április 1.). Sagadahoc megye Kennebec, Lincoln, Androscoggin és Cumberland megyékkel határos.

## Népesség
A megye népességének változása:
| Lakosok száma | 35 221 | 35 076 | 35 093 | 35 013 | 35 149 | 36 699 |
|               | 2010   | 2011   | 2012   | 2013   | 2015   | 2020   |